# Castell de Montesquiu
El Castell de Montesquiu és una construcció fortificada situada al municipi homònim (Osona), declarat bé cultural d'interès nacional.

## Història
La primera notícia és del 1285, on figura com a casa fortificada i després passaria a denominar-se castell, primer com a de Colobrer i després de Montesquiu. El 1338 va ser venuda Ramon de Conanglell a Jaume de Besora, a causa probablement d'un empenyorament. Aquesta casa forta fou inicialment, i amb tota probabilitat, una torre de vigilància, situada estratègicament prop del camí que conduïa al monestir de Ripoll. Depenia del castell de Besora i en el transcurs dels segles esdevingué un casal on acabaren residint els senyors de Besora. Posteriorment, les famílies dels Canet i dels Peguera esdevingueren senyors de Besora.

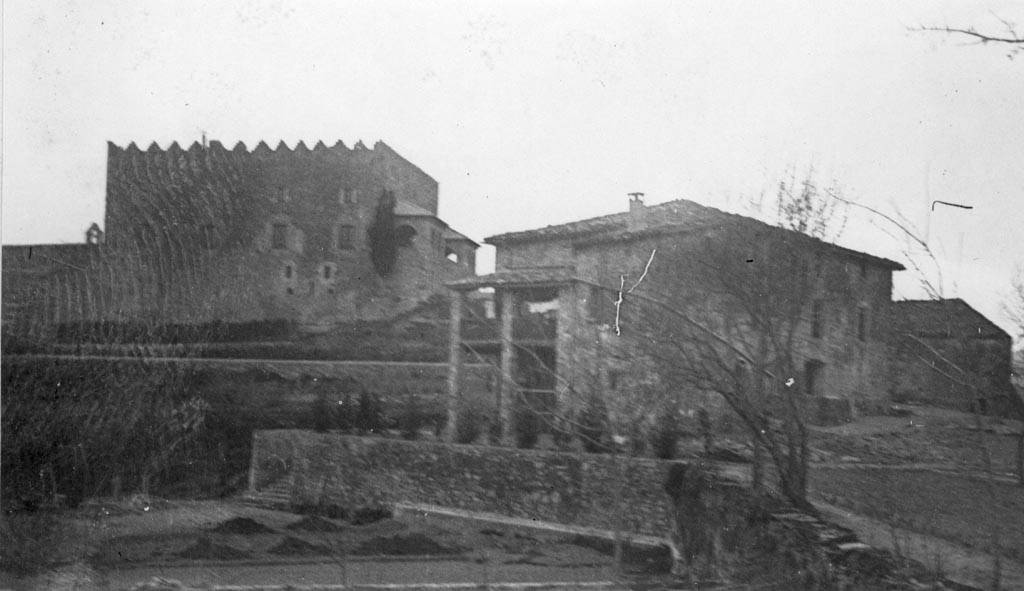
Castell de Montesquiu, fotografiat entre 1890 i 1923

Durant la guerra entre la Generalitat i el rei Joan el Sense Fe, el castell visqué jornades agitades amb l'ocupació dels pagesos el 1462 i dos anys després pels capitostos Verntallat i Vilacetrú, que feien costat als remences i al rei. El sotsveguer de Vic organitzà aleshores una expedició per apoderar-se del castell, però fracassà per la seva condició inexpugnable.
Acabada la guerra, el rei Joan el Sense Fe (1463) manà respectar els drets de Bernat de Peguera, senyor de Besora i Montesquiu, i dictà que la família Descatllar no fos mai desposseïda dels seus drets sobre «casa e força de Montesquiu».
El 1698, Narcís de Descatllar i de Çarriera (1626-1707) va rebre de mans del rei Carles II el títol de marquès de Besora, La seva filla i hereva Francesca de Descatllar i Desbach es va casar amb Joan de Queralt i de Xetmar (1679-1756), comte de Santa Coloma de Queralt, per la qual cosa el castell passà a mans d'aquest llinatge. Durant la Guerra de Successió, es va fer servir per tancar-hi presoners del bàndol borbònic, i el 1714, en plena Guerra dels catalans, els supervivents valons del combat d'Arbúcies hi van ser retinguts.
El castell va ser adquirit per l'industrial barceloní Jeroni Juncadella i Casanovas, essent restaurat del 1917 al 1920 pel seu fill Emili Juncadella i Oliva. El 1976 passà a mans de la Diputació de Barcelona per voluntat de la seva darrera propietària, Mercè Juncadella. Avui forma part d'una àrea anomenada Parc del Castell de Montesquiu, creat l'any 1986 i integrat dins la xarxa de parcs de la Diputació de Barcelona.

## Descripció

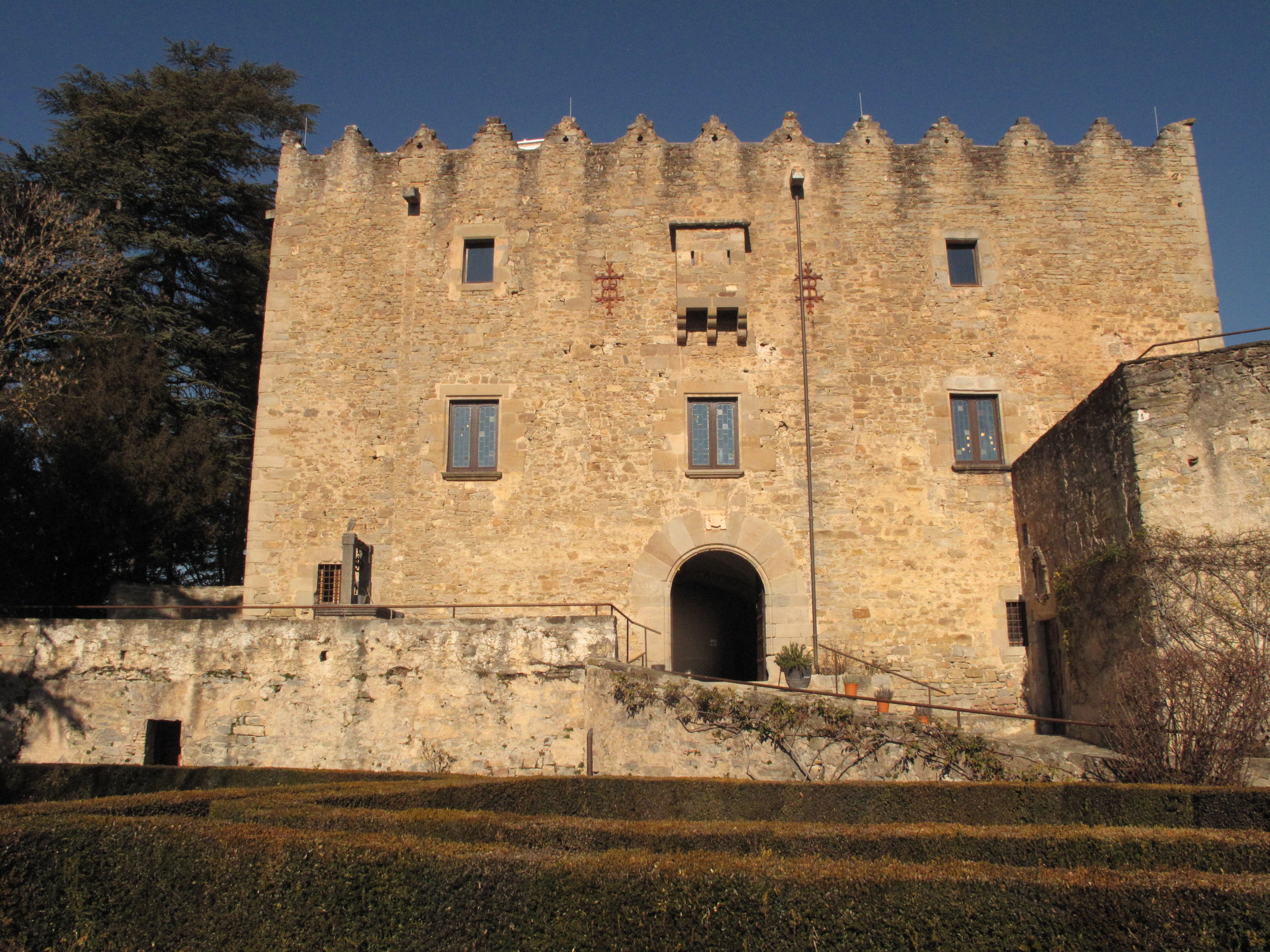
Entrada al castell

Edifici rectangular amb merlets, refet al segle xvii. Construcció de planta quadrada, amb planta baixa i dos pisos. Té l'entrada principal al sud, a través de la qual s'accedeix a una ampla entrada, on hi ha l'escala d'accés al primer pis, noble. L'actual edifici és el resultat del progressiu creixement des de la domus del segle xiv, ampliada primer pels Descatllar al segle xvii, els quals li donaren l'aspecte casteller i posteriorment pels Juncadella al segle xix i xx, que hi construïren la galeria de tramuntana i el pis de servei. Els merlets que el coronen amaguen una teulada de diversos vessants, en curs de restauració. Els materials constructius emprats foren la pedra lligada amb argamassa i la teula àrab. També hi trobem elements provinents d'altres construccions, aportats pels Juncadella.
La part més antiga del castell es pot observar les espitlleres a la planta baixa, tant a les façanes est com oest del cos de migdia. En aquest mateix cos s'hi adossa una petita capella d'una sola nau dedicada a Santa Bàrbara.